# Chain of Desire
Chain of Desire est un film américain de Temístocles López sorti au cinéma le 30 juillet 1993, bien qu'il ait été diffusé en novembre 1992 au festival du film de Turin. Il a connu un gros succès au box-office anglais[réf. nécessaire]. Il met en vedette les acteurs tels que Linda Fiorentino, Elias Koteas ou Patrick Bauchau.

## Synopsis
Plusieurs relations amoureuses apparemment sans rapport vont être reliées par les tourments du désir.

## Fiche technique
- Titre original : Chain of Desire
- Réalisation : Temístocles López
- Scénario : Temístocles López
- Directrice de la photographie : Nancy Schreiber
- Genre : Drame, Romance
- Durée : 107 minutes
- Pays de production : États-Unis
- Date de Sortie : 30 juillet 1993 (Royaume-Uni)

## Distribution
- Linda Fiorentino : Alma D'Angeli
- Elias Koteas : Jesus
- Angel Aviles : Isa
- Patrick Bauchau : Jerald Buckley
- Grace Zabriskie : Linda Bailey
- Malcolm McDowell : Hubert Bailey
- Holly Marie Combs : Diana
- Jamie Harrold : Keith
- Tim Guinee : Ken
- Dewey Weber : David Bango
- Seymour Cassel : Mel
- Assumpta Serna : Cleo
- Suzzanne Douglas : Angie
- Joseph McKenna : M.C
- Antonia Rey : la mère de Jesus